# 早田剛
早田 剛（はやた ごう、1986年11月1日 - ）は、日本の俳優、タレント。大分県出身。堀越高等学校卒業。カノックス、アルマット、メディアドゥ（業務委託）を経て、ブレークポイントに所属。

## 略歴
2002年、第15回ジュノン・スーパーボーイ・コンテストのファイナリストに選ばれる。最終審査ではゆずの「嗚呼、青春の日々」を歌唱した。翌2003年に所属事務所が決まり上京、堀越高等学校に編入する。
2006年1月の『月曜ミステリー劇場』でテレビドラマに初出演し、本格的デビューとなる。2008年1月、愛の劇場『三代目のヨメ!』で初めて連続ドラマにレギュラー出演する。
2008年8月から2009年3月まで携帯電話、インターネットでのサービス運営を行う株式会社メディアドゥがマネージメント業務を担当。同社の携帯配信動画、マンガレビューの連載等での活動を展開する。
2009年から舞台出演が増え、同年5月上演の『ソラオの世界』にて主演を務めた。同年より、劇団たいしゅう小説家から派生した俳優ユニット・ai-kataの一員となる。
2014年9月5日付の本人のブログにて、2015年3月末をもって芸能界を引退することが発表された。

## 人物
特技はサッカー、油絵。油絵は、地元・大分で高山辰雄賞ジュニア県美展の推奨を受賞した経歴がある。趣味はコーヒー作り、ダーツなど。バリスタとしてカフェで勤務していた経験もある。
映画『荒くれKNIGHT』での共演以来親しかった野久保直樹が2008年7月のブログで「僕の弟分」と早田を紹介。その後も度々互いのブログにエピソード、写真を載せている。スタジオライフの俳優・甲斐政彦と親交があり、「東京の父」と呼んでいる。
2015年4月よりパティシエ・コック見習いとしてイタリアン料理店で修行中であることをTwitterにて報告している。

## 出演

### テレビドラマ
- 月曜ミステリー劇場 湯の町コンサルタント4恋しの湯伝説殺人事件（2006年1月、TBS） - 沼津（学生時代） 役
- 夜王〜YAOH〜 第11話（2006年3月、TBS）
- 名探偵コナン10周年ドラマスペシャル 工藤新一への挑戦状〜さよならまでの序章〜（2006年10月、よみうりテレビ）
- 時空警察ヴェッカーシグナ 第9話（2007年8月、TOKYO MX） - 時空警察シリウス 役
- 有閑倶楽部 第1話（2007年10月、日本テレビ）
- 三代目のヨメ!（2008年1月 - 2月、TBS） - 篠田幸男 役
- 音女 第24話「疑うオトメ」（2008年5月、テレビ朝日） - 腰野拳重 役
- めしばな刑事タチバナ 第1話（2013年4月、テレビ東京） - 井上 役

### 舞台
- love call vol.1「次の次」（2004年7月、シアターアンドカンパニーコレド[8]）
- K（2009年2月 - 3月、赤坂ACTシアター/新神戸オリエンタル劇場）- 秦久里雄 役
- ソラオの世界（2009年5月、大塚萬スタジオ） - 主演・ソラオ 役
- SHURABA（2009年7月、東京芸術劇場小ホール）
- 愛のかたまり（2009年10月 - 11月、MAKOTOシアター銀座）
- 負け犬イレブン（2009年12月、ABCホール） - 主演・妻月幸男 役
- 愛のかたまり -Valentine-（2010年2月、MAKOTOシアター銀座）
- モテハン・オンライン（2010年3月 - 4月、築地ブディストホール/ABCホール） - ケント 役
- "P"s -美しき戦場の花婿-（2010年5月、シアターグリーン） - 森蔵之助 役
- More than this -愛のかたまり-（2010年6月、萬劇場）
- 愛のかたまり -Summer-（2010年7月、萬劇場）
- セツナゲ -愛のかけら-（2010年10月、MAKOTOシアター銀座）
- オリナカ（2011年2月、萬劇場）
- うそつきと呼ばないで（2011年3月、元麻布ギャラリー）
- BENKEI（2011年4月、イーストステージいけぶくろ）
- Nine Blood（2011年5月、あうるすぽっと）
- エンドレス（2011年7月、萬劇場）
- 茂子と夕日と来々軒と（2011年8月、MAKOTOシアター銀座） - 牛島真二 役
- FLY to The MOON!（2011年10月、萬劇場）
- ブービーズ（2011年12月、MAKOTOシアター銀座）
- WHO IS SUNDAYMAN（2012年2月、萬劇場）
- 五線紙の上のジェーン（2012年6月、あうるすぽっと）
- 『(株)Dream show』〜略してドリショー〜（2012年8月、萬劇場）
- Cash Mob（2012年10月、萬劇場）
- SAMURAI挽歌II（2012年11月 - 12月、紀伊國屋ホール ほか）
- OH!-ROOM!（2012年12月、萬劇場）主演・野間口 役
- 夏影 〜さよならをするために2013〜（2013年1月、シアター711） - 主演・浜口光司 役
- Messenger Blues -使い走り、明日に向かって走れ!-（2013年5月、萬劇場）
- The Door2 〜Farewell〜（2013年6月、萬劇場）
- カタチを変えたい人々…（2013年7月、萬劇場）主演
- めぐりあうとき（2013年9月、笹塚ファクトリー）主演・高崎常道 役
- 朗読劇 夏影 〜さよならをするために〜（2013年10月、萬劇場）
- 眠れぬ夜のLoveストーリーズ vol.1（2013年10月、千本桜ホール）
- 歳末ハードコアセール（2013年12月、萬劇場）主演
- Can you believe ファンタスケッチ?（2014年2月、テアトルBONBON）
- 畳屋バラッド（2014年2月、千本桜ホール）主演
- ブラックジャックによろしくZERO（2014年4月、萬劇場）主演・斉藤英二郎 役
- 眠れぬ夜のホンキートンクブルース第二章~復活~（2014年5月―6月、紀伊国屋サザンシアターほか）
- 〜宝や旅館〜げんせんじゃ〜！（2014年7月、萬劇場）
- 離スタート！~OH-ROOM!2~（2014年12月、萬劇場）脚本・演出・主演・野間口 役

### 映画
- 荒くれKNIGHT（2007年） - 藤木桂三 役
- くりいむレモン〜旅の終わり（2008年）
- 僕らの愛の奏で（2008年） - 来果 役
- ガチバン（2008年）

### その他のテレビ番組
- うちのわんこ（2009年10月 - 2010年3月、BSフジ） - レギュラーアシスタント

### インターネット

#### ドラマ
- ドロップ（2008年、Softgarage） - 中沢将太 役
- 萌え彼 / 萌え彼2（2008年、シネマドゥ） - 主演

#### バラエティ
- 週刊!NIPPONちびっこランド（2012年1月9日 - 、見参楽） - 看板むすこ（MC）

### ミュージックビデオ
- ワカバ「ヤンバルクイナが飛んだ」（2010年、喝采）
- REDMAN「Challenge the GAME」（2013年、SMD）

### その他
- 早田剛のマンガへGO!（2008年、携帯サイト『めちゃコミ』） - 漫画レビュー連載